# René Charles Maire
René Charles Joseph Ernest Maire (Lons-le-Saunier, 1878 - 1949) fue un profesor universitario, botánico, micólogo, algólogo, briólogo y pteridólogo francés. Su carrera como botánico comenzó muy temprano, a los 18 años, con la creación de un herbario del Alto Saona. Esta colección es visible hoy en el Museo de Historia Natural de Gray.
Fue miembro de la Sociedad de Micología de Francia y de la "Sociedad de Historia Natural de la Moselle", con sede en Metz, desde 1897.
Se doctoró en ciencias en 1905 y fue profesor de botánica en la Facultad de Ciencias de Argel desde 1911. Se ocupó particularmente de la fitopatología en el laboratorio de la facultad de Argel. Realizó herbarios en Argelia y en Marruecos de 1902 a 1904. De 1921 a 1930, el gobierno marroquí le nombró responsable de la investigación botánica y estuvo a cargo de los estudios botánicos en el Sahara Central.
Publicó numerosas obras sobre sus contribuciones al estudio de la flora de África del Norte (1918-1931). Finalizó su carrera como rector de la Universidad de Argel. Su obra más reconocida es Flore de l'Afrique du Nord, que consta de dieciséis volúmenes, publicada después de su fallecimiento en 1953.

## Honores

### Eponimia
Fungi, especies
- Russula mairei

Fanerógamas
género
- (Boraginaceae) Mairetis I.M.Johnst.[2]

especies, más de 300
- (Aceraceae) Acer mairei H.Lév.[3]

- (Adiantaceae) Aleuritopteris mairei (Brause) Ching[4]

- (Woodsiaceae) Cystopteris mairei Brause[5]

- (Zingiberaceae) Globba mairei H.Lév.[6]

- La abreviatura «Maire» se emplea para indicar a René Charles Maire como autoridad en la descripción y clasificación científica de los vegetales.[7]